# Canton de Nailloux
Le canton de Nailloux est une ancienne division administrative française de l’arrondissement français de Toulouse, située dans le département de la Haute-Garonneet faisait partie de la dixième circonscription de la Haute-Garonne.

## Histoire
Le canton faisait partie de l'ancien arrondissement de Villefranche-de-Lauragais.

## Composition
Le canton de Nailloux regroupait 10 communes et comptait 8 214 habitants (population municipale) au 1er janvier 2010.
| Nom                  | Code Insee | Codepostal | Superficie (km2) | Population (dernière pop. légale) | Densité (hab./km2) |
| -------------------- | ---------- | ---------- | ---------------- | --------------------------------- | ------------------ |
| Nailloux (chef-lieu) | 31396      | 31560      | 18,55            | 3 364 (2012)                      | 181                |
| Montgeard            | 31380      | 31560      | 9,32             | 455 (2012)                        | 49                 |
| Calmont              | 31100      | 31560      | 40,27            | 2 270 (2012)                      | 56                 |
| Saint-Léon           | 31495      | 31560      | 24,21            | 1 191 (2012)                      | 49                 |
| Auragne              | 31024      | 31190      | 13,63            | 414 (2012)                        | 30                 |
| Gibel                | 31220      | 31560      | 19,40            | 329 (2012)                        | 17                 |
| Mauvaisin            | 31332      | 31190      | 11,05            | 222 (2012)                        | 20                 |
| Caignac              | 31099      | 31560      | 9,36             | 294 (2012)                        | 31                 |
| Seyre                | 31546      | 31560      | 3,89             | 97 (2012)                         | 25                 |
| Monestrol            | 31354      | 31560      | 5,23             | 62 (2012)                         | 12                 |

## Démographie
| 1962  | 1968  | 1975  | 1982  | 1990  | 1999  | 2006  | 2011  | 2012  |
| ----- | ----- | ----- | ----- | ----- | ----- | ----- | ----- | ----- |
| 3 843 | 3 694 | 3 745 | 4 019 | 4 508 | 5 062 | 6 552 | 8 403 | 8 698 |

## Représentation

### Conseillers généraux de 1833 à 2015
| Période | Période          | Identité                                   | Étiquette         | Qualité |
| ------- | ---------------- | ------------------------------------------ | ----------------- | --- |
| 1833    | 1839 (démission) | Joseph Cassaing                            |                   | Négociant, banquier |
| 1839    | 1848             | Raymond Auguste Dalmas                     | Légitimiste       | Propriétaire, maire de Nailloux |
| 1848    | 1851 (décès)     | Jean Jérôme Léopold Cousin                 |                   | Avocat à Nailloux |
| 1851    | 1870             | Baron Jean Henri Victor du Périer          | Droite            | Propriétaire - Maire de Monestrol, conseiller d'arrondissement                                                                                   |
| 1870    | 1871             | Marquis Rodolphe de Champreux d'Altembourg |                   | Attaché d'ambassade Propriétaire du château de Roquefoulet, à Montgeard                                                                          |
| 1871    | 1898 (décès)     | Augustin Honoré Lannes                     | Républicain       | Docteur en médecine Maire de Nailloux |
| 1898    | 1919             | Baron Louis du Périer                      | Droite            | Propriétaire, Maire de Monestrol |
| 1919    | 1925             | Auguste Auriol (1855-1956)                 | Droite            | Avoué à Villefranche |
| 1925    | 1940             | Henri Auriol (fils du précédent)           | URD puis All.dém. | Avocat et journaliste Député (1906-1914 et 1919-1936) Propriétaire à Baziège Nommé membre de la Commission administrative départementale en 1941 |
|         |                  |                                            |                   | |
| 1945    | 1988             | André Méric                                | SFIO puis PS      | Agent comptable Sénateur (1948-1988) Secrétaire d'Etat (1988-1991) Maire de Calmont de 1955 à 1993                                               |
| 1988    | 2015             | Georges Méric (fils du précédent)          | PS                | Médecin Vice-Président du Conseil Général Conseiller municipal de Nailloux                                                                       |

### Conseillers d'arrondissement (de 1833 à 1940)
Le canton de Nailloux appartenait à l'arrondissement de Villefranche-de-Lauragais jusqu'à sa disparition en 1926.
| Période                                  | Période      | Identité                               | Étiquette                         | Qualité |
| ---------------------------------------- | ------------ | -------------------------------------- | --------------------------------- | --- |
| 1833                                     | 1841 (décès) | M. Albenne                             |                                   | Juge de paix à Nailloux                                                                                     |
| 1842                                     | 1851         | Baron Jean Victor Dupérier (du Périer) |                                   | Maire de Monestrol                                                                                          |
|                                          |              |                                        |                                   | |
| 1874                                     | 1880         | Alphonse de Dalmas                     |                                   | Officier de cavalerie, propriétaire à Seyre                                                                 |
| 1880                                     | 1886         | Alcide Gout                            | Républicain                       | Propriétaire et notaire à Calmont                                                                           |
| 1886                                     | 1888 (décès) | René Lautré                            |                                   | Maire de Calmont                                                                                            |
| 1888                                     | 1892         | Jean-Firmin Lasserre                   | Républicain                       | Propriétaire à Nailloux                                                                                     |
| 1892                                     | 1898         | M. Haulier                             |                                   | Pharmacien à Nailloux                                                                                       |
| 1898                                     | 1910         | M. Combes                              | Républicain radical               | |
| 1910                                     | 1940         | Jules Bastié                           | Républicain progressiste puis URD | Propriétaire, maire de Saint-Léon                                                                           |
| 1940                                     |              |                                        |                                   | Les conseils d'arrondissement ont été suspendus par la loi du 12 octobre 1940 et n'ont jamais été réactivés |
| Les données manquantes sont à compléter. |              |                                        |                                   | |

## Résultats des élections cantonales
1988 :
| Candidats | Candidats     | Étiquette | Premier tour | Premier tour |
| Candidats | Candidats     | Étiquette | Voix         | %            |
| --------- | ------------- | --------- | ------------ | ------------ |
|           | Georges Méric | PS        | 1648         | 67,02        |
|           | à compléter   | RPR       | 593          | 24,12        |
|           | à compléter   | PCF       | 128          | 5,21         |
|           | à compléter   | LV        | 90           | 3,66         |
|           |               |           |              |              |

Élection de 1994
| Candidats | Candidats               | Étiquette | Premier tour | Premier tour |
| Candidats | Candidats               | Étiquette | Voix         | %            |
| --------- | ----------------------- | --------- | ------------ | ------------ |
|           | Georges Méric (sortant) | PS        | 1538         | 59,27        |
|           | à compléter             | RPR       | 560          | 21,58        |
|           | à compléter             | PCF       | 140          | 5,39         |
|           | à compléter             | FN        | 133          | 4,35         |
|           | à compléter             | LV        | 244          | 9,60         |
|           |                         |           |              |              |

| Candidats | Candidats                   | Étiquette | Premier tour | Premier tour |
| Candidats | Candidats                   | Étiquette | Voix         | %            |
| --------- | --------------------------- | --------- | ------------ | ------------ |
|           | Georges Méric (sortant)     | PS        | 1907         | 69,83        |
|           | Josette Wolmer              | FN        | 274          | 10,03        |
|           | Luc Ripoll                  | PCF       | 129          | 4,72         |
|           | Marie-Gabrielle de la Dorie | LV        | 421          | 15,42        |
|           |                             |           |              |              |